# Cantonul Nîmes-6
Cantonul Nîmes-6 este un canton din arondismentul Nîmes, departamentul Gard, regiunea Languedoc-Roussillon, Franța.

## Comune
- Nîmes (parțial)

Cantonul omvat de volgende wijken van Nîmes:
- Saint Césaire
- Mas Roman
- Nîmes-Ouest
- Valdegour
- Pissevin
- Marché-Gare
- Mas des Rosiers